# Friedrichsches Haus

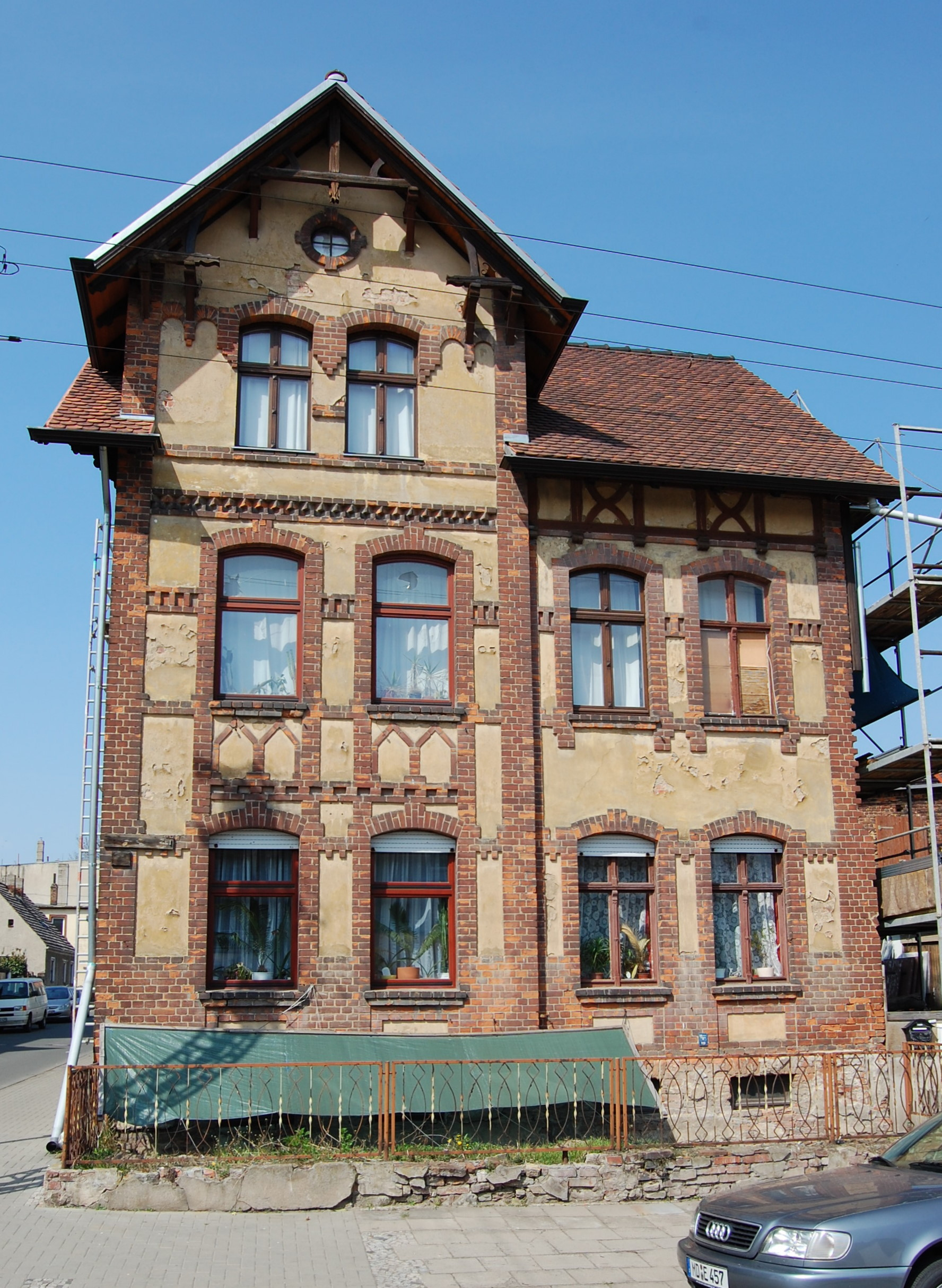
Friedrichsches Haus

Das Friedrichsche Haus ist ein denkmalgeschütztes Wohnhaus im Magdeburger Stadtteil Salbke.
Das Gebäude befindet sich an der Adresse Repkowstraße 1 an der Ecke Repkowstraße/Kreuzhorststraße. Es entstand im Jahr 1903 durch den Maurermeister Wilhelm Jänecke für den Landwirt Franz Friedrich. Jänecke hatte zuvor bereits das praktisch baugleiche Kupitzsche Haus in der Salbker Friedhofstraße gebaut. Das repräsentative zwei- bis dreigeschossige Haus wurde aus Ziegeln errichtet und ist verputzt. Der Baustil ist eklektizistisch geprägt und nimmt Elemente des Schweizerhausstils und der Gotik auf. Die Fassade wird durch Ziegelbänder gegliedert. Markant sind die weit überstehenden Satteldächer mit daran unterhalb angebrachten Holzverzierungen. Die Lage zur Straßenecke hin wird durch einen mit einem dreieckigen Giebel bekrönten Eckrisalit betont.